# Azabu-Mamianachō
Azabu-Mamianachō (麻布狸穴町) est un quartier de Minato, à Tokyo, au Japon. À la date du 1er novembre 2007, la population totale est de 276 habitants. 
Azabu-Mamianachō est entouré par Azabudai au nord et au nord-est, Azabu-Nagasakachō à l'ouest et Higashiazabu au sud. 
Le district dispose d'un petit parc de quartier, Mamiana Park (狸穴公園, Mamiana Kōen), dont la superficie totale est de 1 771,90 mètres carrés. 